# Актаниш
Актаниш (на руски: Актаныш; на татарски: Актаныш) е село, административен център на Актанишки район, Татарстан.  Населението е по-малко от 10 000  души, въпреки че през последните десетилетия непрекъснато нараства: 8923 (преброяване 2010 г.); 8 148 (преброяване 2002 г.); 6 814 (преброяване от 1989 г.).
Селото е разположено в долното течение на река Белая, в най-източната част на Татарстан, на по-малко от 6 км (3,7 мили) от границата с Башкортостан. Актаниш се намира на около 300 км (190 мили) източно от Казан и на 165 км (103 мили) северозападно от Уфа по въздушна линия.

## История
Актаниш е заселен от башкири от Ябалаковската тюба на Киргизката волост в периода преди интеграцията на башкирите в руската държава. Най-ранният известен запис на селището датира от 1715 г.